# Partito Comunista di Bukhara
Il Partito Comunista di Bukhara fu l'organizzazione bolscevica che governò la Repubblica Sovietica Popolare di Bukhara.

## Storia
Il partito fu fondato nell'autunno del 1918 nell'allora Emirato di Bukhara e guidò la rivolta che portò al rovesciamento dell'Emiro e all'instaurazione nel settembre del 1920 della Repubblica, che dal marzo 1921 sottoscrisse un accordo di collaborazione con la RSFS Russa.
Il partito entrò ufficialmente a far parte del Partito Comunista Russo (bolscevico) nel 1922, dopo l'XI Congresso del PCR(b). Con la ristrutturazione dei confini repubblicani nell'Asia Centrale in occasione dell'ingresso di tali territori nell'Unione Sovietica (1924-1925), anche i rispettivi partiti furono riorganizzati e il Partito Comunista di Bukhara cessò di esistere.